# 1873 w sztukach plastycznych
Wydarzenia w sztukach plastycznych i wizualnych w 1873 roku.

## Malarstwo

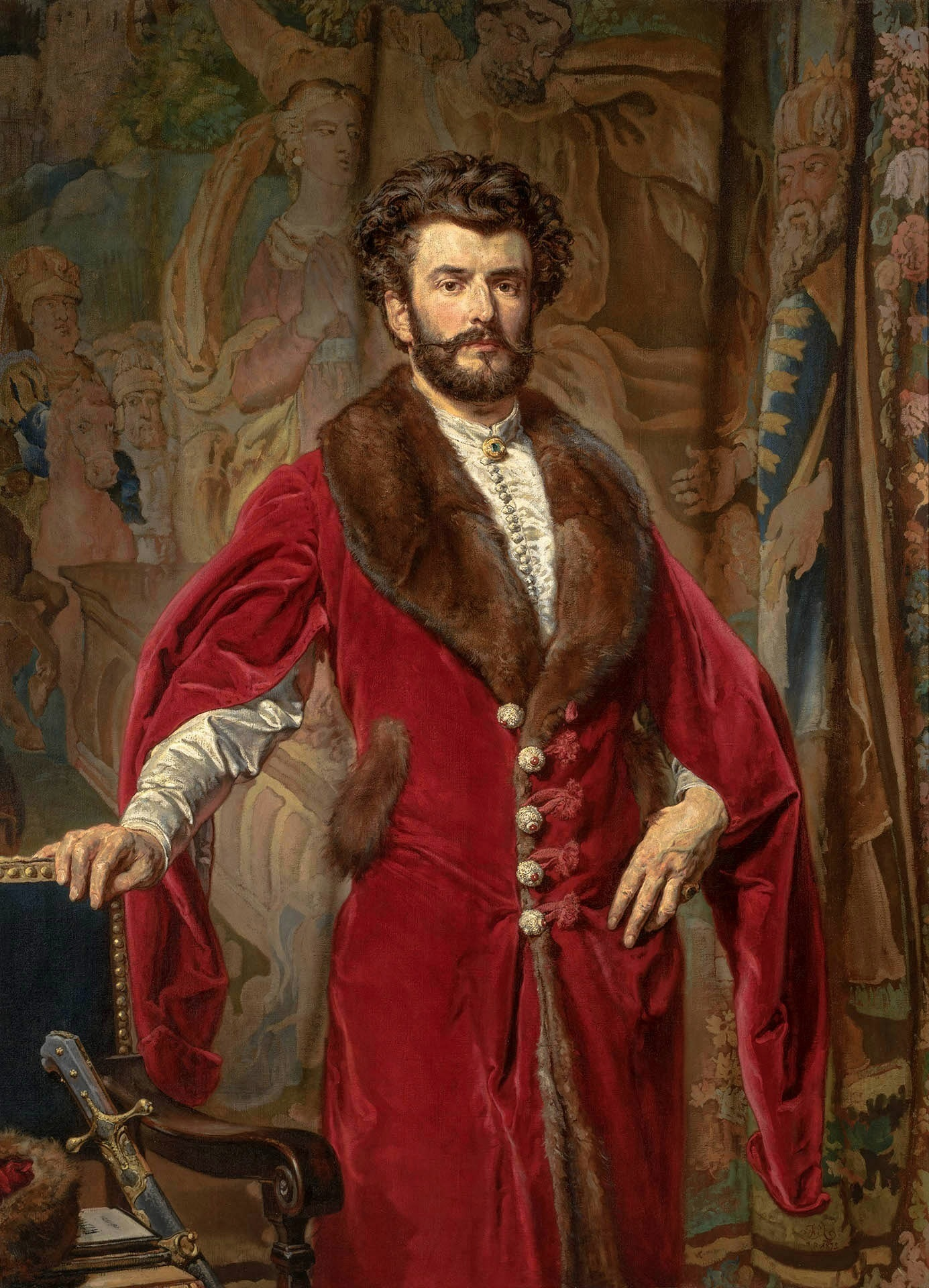
Jan Matejko, Portret Józefa Ciechońskiego

- Tadeusz Ajdukiewicz

Portret Władysława Eljasza – olej na płótnie, 52,7x41,3 cm
- Józef Chełmoński

Sprawa u wójta – olej na płótnie, 64,5x147 cm
Powrót z balu – olej na płótnie, 96,5×182 cm
- Gustave Courbet

Martwa natura z pstrągami z rzeki Loue - olej na płótnie, 116×87,5 cm
- Edgar Degas

Giełda bawełny w Nowym Orleanie
Handlarze bawełną
Madame Rene De Gas
- Maksymilian Gierymski

Pikieta powstańcza
- Aleksander Kotsis

Dzieci w lesie – olej na płótnie, 59x53 cm
Dziewczynka z lalką – olej na desce, 33,5x25 cm
Wycieczka w Tatry – olej na płótnie, 44x75 cm
- Jan Matejko

Astronom Kopernik, czyli rozmowa z Bogiem
Portret Józefa Ciechońskiego – olej na płótnie, 174×126 cm
- Claude Monet

Dzwięwczęta w łodzi
Bulwar Kapucynów
- James McNeill Whistler

13 Kompozycja szaro-czarna nr 2
- Leon Wyczółkowski

Królewicz Kazimierz i Długosz – olej na płótnie

## Urodzeni
- 24 kwietnia – André Bauchant (zm. 1958), francuski malarz

## Zmarli
- 8 lipca – Franz Xaver Winterhalter (ur. 1805), niemiecki malarz i litograf